# Enrico Falqui (scrittore)
Enrico Falqui (Frattamaggiore, 12 ottobre 1901 – Roma, 16 marzo 1974) è stato uno scrittore e critico letterario italiano.

## Biografia
Nato nell'entroterra napoletano da genitori sardi, non aveva lauree o altri titoli, tuttavia fu autore di diversi saggi e importante curatore di bibliografie e antologie. Fu redattore-capo, dal 1929 al 1936 della rivista "L'Italia Letteraria", collaborando anche con numerose altre riviste, tra cui "Humanitas", "Circoli" (di cui fu condirettore con Adriano Grande), "Quadrivio", "Pegaso", "Pan", "Primato", "Nuova Antologia", "Oggi" e diverse altre.
Nel 1930 compilò l'antologia Scrittori nuovi, curata insieme a Elio Vittorini. Dal 1935 ebbe sodalizio affettivo e artistico con la scrittrice Gianna Manzini. Collaborò anche a una raccolta di lessico marinaro (con Angelico Prati) in Dizionario di marina medievale e moderna (1937). Anche durante la seconda guerra mondiale (quando scrisse sulla "Gazzetta del Popolo" di Torino), e subito dopo (scrivendo su "Risorgimento Liberale") continuò a difendere il valore della letteratura italiana del XX secolo. Curò poi dal 1948 la terza pagina de "Il Tempo". I dieci volumi di Novecento letterario raccolgono la gran parte dei suoi interventi, ricchi di segnalazioni e scoperte. Fu, soprattutto per Dino Campana e Curzio Malaparte, scopritore di inediti e curatore di riferimento.
Nel periodo di collaborazione a "L'Italia Letteraria" scoprì e coinvolse come illustratore il pittore Scipione, la corrispondenza con il quale pubblicò nel 1943. Era stato in precedenza consulente della casa editrice Carabba di Lanciano. Diresse poi diverse collane tra le quali "Il centonovelle" per Bompiani, "Opera prima" per Garzanti e "II nuovo filo di Arianna" per Vallardi. Curò gli indici di riviste storiche e le edizioni di opere di autori quali Bruno Barilli, Gasparo Gozzi, Enrico Pea, Scipione (Carte segrete, 1943), Lorenzo Magalotti, Alberto Cecchi (La parete di cristallo , scritti teatrali, 1943), Didimo Chierico, Torquato Tasso, Igor Man, Lina Pietravalle, Nino Savarese, Corrado Govoni, Giuseppe De Robertis, Vincenzo Cardarelli, oltre ai citati Campana e Malaparte.
Padre del regista e autore televisivo Antonello Falqui, nel 1945 fondò la rivista trimestrale Poesia che diresse fino all'ultimo numero del dicembre 1948, dalla sua abitazione romana nel rione Prati. Le sue carte e i volumi della sua biblioteca sono stati acquisiti nel 1976 dalla Biblioteca Nazionale Centrale di Roma dove è stata allestita una sala a suo nome.

## Opere
- (a cura di) Scrittori nuovi. Antologia italiana contemporanea, Lanciano, Carabba, 1930 (in collaborazione con Elio Vittorini, prefazione di Giovanni Battista Angioletti); ristampa anastatica 2006.
- (a cura di) Antologia della prosa scientifica italiana del Seicento, Roma, Augustea, 1930; Firenze, Vallecchi, 1943.
- La palla al balzo, Lanciano, Carabba, 1932.
- (a cura di), Il fiore della lirica italiana dalle origini a oggi, Lanciano; Carabba, 1933 (in collaborazione con Aldo Capasso, con un saggio di Alfredo Gargiulo).
- Rosso di sera, Roma, Novissima, 1934.
- La casa in piazza, Roma, Novissima, 1936.
- Sintassi, Milano, Panorama, 1936.
- (a cura di) Capitoli. Per una storia della nostra prosa d'arte, Milano, Panorama, 1938; Milano, Mursia, 1964.
- Pezze d'appoggio. Appunti bibliografici sulla letteratura italiana contemporanea, Firenze, Le Monnier, 1938; 19402; Roma, Casini, 19513.
- Ricerche di stile, Firenze, Vallecchi, 1939.
- Di noi contemporanei. Sforbiciature, Firenze, Parenti, 1940.
- (a cura di), Beltempo. Almanacco delle lettere e delle arti, 2 voll., Roma, Edizioni della Cometa, 1940-1941 (in collaborazione con Libero de Libero).
- D'Annunzio e noi, Padova, Liviana, 1948.
- La letteratura del ventennio nero, Roma, Edizioni della bussola, 1948.
- (a cura di), In giro per le corti d'Europa. Antologia della prosa diplomatica del Seicento italiano, Roma, Colombo, 1949.
- (a cura di), Scritti di corte e di mondo, Roma, Colombo, 1949.
- Pietà per i vivi, Catania, Camene, 1950.
- Prosatori e narratori del Novecento italiano, Torino, Einaudi, 1950.
- Tra racconti e romanzi del Novecento, Messina, D'Anna, 1950.
- Elogio del piccolo formato, Milano, All'insegna del pesce d'oro, 1953 (con appendice di Raffaele Carrieri).
- (a cura di) Il Futurismo. Il Novecentismo, Torino, ERI, 1953.
- (a cura di) Inchiesta sulla terza pagina, Torino, ERI, 1953 (con prefazione di Carlo Emilio Gadda).
- (a cura di) Novecento letterario, 10 voll., Firenze, Vallecchi, 1954-69.
- La giovane poesia. Saggio e repertorio, Roma, Colombo, 1956, 19572.
- (a cura di) Antologia della rivista "900", Torino, Edizioni dell'Albero, 1958.
- Bibliografia e iconografia del futurismo, Firenze, Sansoni, 1959; Firenze, Le lettere, 1988.
- Per una cronistoria dei "Canti orfici", Firenze, Vallecchi, 1960.
- (a cura di) Curzio Malaparte, Opere Complete, Vallecchi, 1961, opera omnia (18 volumi).
- (a cura di) Caffè letterari, 2 voll., Roma, Canesi, 1962.
- (a cura di), Nostra Terza pagina, Roma, Canesi, 1964.
- La gran baraonda, Milano, Martello, 1966.
- (a cura di) Tutte le poesie della "Voce", Firenze, Vallecchi, 1966.
- Giornalismo e letteratura, Milano, Mursia, 1969.
- (a cura di), Antologia di scrittori laziali contemporanei, Alpignano, Tallone, 1972.